# Horna Sandar
Horna Sandar är ett kommunalt naturreservat som ligger strax öster om Åhus i Kristianstads kommun i Skåne län.
Området är naturskyddat sedan 2013 och är 52 hektar stort. Reservatet utgör tillsammans med reservatet Horna grushåla en  öppen sandhed.